# 1부 6조
1부 6조는 고려, 조선의 중앙 정치 제도이다.

## 조선 중앙 관제 구조
|      |      |      |      |      |      |  |  |      |      |      |      |      |      |  |  |      |      |      |      | 국왕   |      |  |  |      |      |      |      |      |      |  |  |      |      |      |      |      |      |  |  |      |      |      |      |      |      |  |  |
|      |      |      |      |      |      |  |  |      |      |      |      |      |      |  |  |      |      |      |      |        |      |  |  |      |      |      |      |      |      |  |  |      |      |      |      |      |      |  |  |      |      |      |      |      |      |  |  |
|      |      |      |      |      |      |  |  |      |      |      |      |      |      |  |  |      |      |      |      | 의정부 |      |  |  |      |      |      |      |      |      |  |  |      |      |      |      |      |      |  |  |      |      |      |      |      |      |  |  |
|      |      |      |      |      |      |  |  |      |      |      |      |      |      |  |  |      |      |      |      |        |      |  |  |      |      |      |      |      |      |  |  |      |      |      |      |      |      |  |  |      |      |      |      |      |      |  |  |
|      |      |      |      |      |      |  |  |      |      |      |      |      |      |  |  |      |      |      |      |        |      |  |  |      |      |      |      |      |      |  |  |      |      |      |      |      |      |  |  |      |      |      |      |      |      |  |  |
| 이조 | 이조 | 이조 | 이조 | 이조 | 이조 |  |  | 예조 | 예조 | 예조 | 예조 | 예조 | 예조 |  |  | 병조 | 병조 | 병조 | 병조 | 병조   | 병조 |  |  | 공조 | 공조 | 공조 | 공조 | 공조 | 공조 |  |  | 형조 | 형조 | 형조 | 형조 | 형조 | 형조 |  |  | 호조 | 호조 | 호조 | 호조 | 호조 | 호조 |  |  |

### 1부
1부의 직무는 다음과 같다.
- 의정부(議政府) - 국왕과 상담하며 아래서 올라온 상소 등을 검토하고 그 검토를 바탕으로, 또는 국왕의 독자적인 의사를 바탕으로 법안의 문장을 만들었다. 법안을 심사하고 통과한 법안을 행정화하였다.

일부의 장관의 명칭은 다음과 같다.
- 영의정(領議政)
- 좌의정(左議政)
- 우의정(右議政)

### 6조
의정부의 관할 하의 실무기관으로 6조를 두었다. 각 조의 직무는 다음과 같다.
- 이조(吏曺) - 관료의 인사 담당.
- 호조(戸曺) - 재정과 지방 행정 담당.
- 예조(禮曺) - 예제(禮制, 교육·윤리)와 외교 담당.
- 병조(兵曺) - 군무 담당.
- 형조(刑曺) - 사법과 경찰 업무(치안) 담당.
- 공조(工曺) - 공공 공사 담당.

육조의 장관은 판서(判書)라고 불렸다.

### 개혁후 관제
1880년 관제개혁 때 최고의 행정부로서 통리기무아문(統理機務衙門)을 설치, 그 밑에 12사(司)를 두어 사무를 분장케 하고, 통리기무아문의 장관을 총리대신(總理大臣)이라 하였다. 이어서 임오군란 후 통리기무아문을 분리, 외무행정을 맡아 보는 통리아문(統理衙門:外衙門), 내무행정과 군국기무를 맡은 통리내무아문(統理內務衙門:內衙門)을 설치하였다. 갑오개혁으로 중앙에는 궁내부(宮內府) ·의정부(議政府)의 2부와 내무아문(內務衙門) ·외무아문(外務衙門) ·탁지아문(度支衙門) ·군무아문(軍務衙門) ·법무아문(法務衙門) ·학무아문(學務衙門) ·공무아문(工務衙門) ·농상무아문(農商務衙門)의 8아문을, 지방에는 8도를 고쳐 13도(道)를 설치하였다.
곧이어 궁내부를 독립시키고, 의정부를 내각(內閣)으로 고쳐 내부(內部) ·외부(外部) ·탁지부(度支部) ·군부(軍部) ·법부(法部) ·학부(學部) ·농상공부(農商部)의 7부를 직속시켜 내각의 장관을 총리대신이라 하고 각부의 장관을 대신(大臣)이라 하였다. 그 밖에 특수기관으로 감찰업무를 맡은 도찰원(都察院), 자문기관인 중추원(中樞院), 회계를 맡은 회계심사원(會計審査院), 경찰업무를 맡은 경무청(警務廳), 최고재판소인 의금사(義禁司), 서울의 행정을 맡은 한성부 등이 설치되었다. 개화기 정치제도의 특징은 행정과 사법의 분리에 있다.

## 같이 보기
- 발해의 행정기관
- 고려의 행정기관
- 조선의 행정기관
- 삼성육부제
- 이관팔성